# Луи VIII
Луи VIII Лъва (на френски: Louis VIII le Lion; * 5 септември 1187, Париж, Кралство Франция; † 8 ноември 1226, Сен Дени, пак там) е крал на Франция (1223 – 1226) от династията на Капетингите е първият представител на династията, възкачил се на френския престол по силата на наследственото право, а не на избор.

## Произход и наследник на престола (1187 – 1223)
Той е син на крал Филип II Август и Изабела от Хенегау (Ено).
Още като наследник на престола Луи се изявява като енергичен и талантлив пълководец. През 1214 г. нанася няколко поражения на крал Джон Английски, като го изтласква към Ла Рошел и по този начин не му позволява да присъедини армията си към тази на германския император Ото IV. Благодарение на това неговият баща Филип II разбива англичаните с впечатляваща победа при Бувин на 27 юли 1214 г. През следващата година Луи сключва таен договор с английските барони, които са вътрешна опозиция на крал Джон.
През май 1216 г. Луи предприема поход в Англия и разполага войската си на о-вТанет до устието на река Темза. Оттам се насочва към Кент и завладява Кентърбъри и Рочестър. През юли, съпроводен от бурните овации на тълпата, влиза в Лондон. Той обещава на гражданите, че ще спазва старите закони и че ще възстанови отнетото им от крал Джон имущество. Англичаните му се кълнят във вярност, а много от английските рицари, поради силната си ненавист към Джон, доброволно предават знамената си на французите. Фактът, че папа Инокентий III, който е на страната на крал Джон, отлъчва Луи от църквата, не предизвиква особено впечатление, още повече че мнозинството от английските епископи са на страната на Луи. Когато папа Инокентий умира, изглежда че френското господство на острова е осигурено. Луи обсажда Дувър, но през октомври крал Джон умира и отношението на английските барони към Луи се променя. Те се обединяват около новия крал Хенри III. През 1217 г. поддръжниците на Луи претърпяват тежко поражение до Линкълн. През август английските кораби разбиват френския флот при устието на Темза. Луи разбира, че е невъзможно воденето на продължителна война, сключва примирие с Хенри III и се завръща във Франция.

## Луи като крал (1223 – 1226)
През 1224 г., вече като крал, Луи VIII възобновява военните действия срещу англичаните, стараейки се да отнеме земите между Лоара и Гарон. Той бързо завладява Ниор, Ла Рошел, Сен Жан д'Анжели и накрая овладява целия Поату.
Войната още продължава, когато други събития отвличат вниманието на Луи VIII на юг. Там се възобновила албигойската война, но този път успехът бил на страната на еретиците и Раймон IV, граф на Тулуза. Основният противник на Раймон – Амори дьо Монфор, наследник на Симон дьо Монфор, не може да запази за себе си Графство Тулуза и отстъпва на Луи всички права над тази земи (1224). Монфор дарява всички земи още при царуването на Филип II, но Филип II се отнася особено внимателно към тези дарове и се стреми да не влиза активно в конфликта. За разлика от него, Луи VIII се чувствал длъжен да защити вярата и да поведе войската си срещу еретиците. През януари 1226 г. той дава клетва пред папата и оглавява кръстоносния поход срещу Раймон. През лятото голяма френска армия се устремява на юг. Уплашените албигойци не организират сериозен отпор. Достойна съпротива Луи VІІІ среща единствено при Авиньон. След няколкомесечна обсада градът се предава и кръстоносците се отправят към Рон. Вече тежко болен, кралят достига до Тулуза, но се отказва да я обсажда. На обратния път умира от дизентерия.

## Брак и потомство
∞ 23 май 1200 за Бланш Кастилска, от която има 13 деца, 7 от които доживяват до зряла възраст:
- Бланш (* 1205, † 1206)
- Агнес (* 1207, † млада)
- Филип (* 9 септември 1209, † юли 1218), ∞ 1217 за Агнес, графиня де Донзи;
- Близнаци Алфонс и Йоан (*/† 23 януари 1213)
- Луи IX Свети (* 1214, † 1270), крал на Франция;
- Робер I Артоа (септември 1216, † 9 февруари 1250), граф на Артоа, загинал в Седми кръстоносен поход при Мансур, Египет. Основател на династията Артоа, прекъсната 1472 г.; Различни представители са графове на Артоа, Бомон, с активно участие в политическия живот на Франция, Навара, Неапол и Бургундия.
- Филип (* 2 януари 1218 † 1220)
- Жан Тристан (* 21 юли 1219 † 1232), граф на Анжу и Мен;
- Алфонс (* 11 ноември 1220 † 21 август 1271), граф на Поату и Оверн по линия на съпругата си Жана Тулузка – последна графиня на Тулуза;
- Филип Дагобер (* 20 февруари 1222 † 1232)
- Света Изабела Френска, Изабела Благословена (* март 1223/1225, † 23 февруари 1270), монахиня в Лоншан, основала францисканското абатство Лоншан на територията на Булонската гора на запад от Париж.
- Карл I Анжуйски (* 21 март 1226 † 7 януари 1285), граф на Анжу и Мен, чрез брака си с Беатрис Прованска става през 1246 година граф на Прованс. В 1266 г. завоюва Сицилианското кралство. В резултат на Сицилианската вечерня (1282) губи Сицилия, оставайки само крал на Неапол.